# Hodejovec
Hodejovec és un poble i municipi d'Eslovàquia. Es troba a la regió de Banská Bystrica.

## Història
La primera menció escrita de la vila es remunta al 1246.

## Demografia
| Godina             | 1994 | 2004   | 2014   | 2024    |
| ------------------ | ---- | ------ | ------ | ------- |
| Nombre de persones | 206  | 196    | 197    | 157     |
| Diferència         |      | −4,85% | +0,51% | −20,30% |

| Godina             | 2023 | 2024   |
| ------------------ | ---- | ------ |
| Nombre de persones | 158  | 157    |
| Diferència         |      | −0,63% |